# Pelé (film)
Pelé (Pelé: Birth of a Legend), è un film biografico del 2016 scritto e diretto dai fratelli Jeff e Michael Zimbalist, incentrato sulla vita dell'ex calciatore brasiliano Pelé.

## Trama
Svezia, 1958. Edson Arantes do Nascimento, meglio noto come Pelé, sta facendo il suo ingresso nel campo nella semifinale dei mondiali di calcio contro la Francia. Mentre guarda stupito gli spettatori ripensa al suo passato in Brasile tra le favelas. 
1950. Il piccolo Edson, soprannominato Dico dagli abitanti delle favelas, cresce nelle favelas della cittadina di Bauru, nello Stato di San Paolo, figlio di Dondinho (ex calciatore) e Celeste Arantes, una casalinga, e si diverte a giocare a pallone con una sfera fatta di stracci e senza scarpe per i vicoli cittadini, spesso combinando danni. Arrampicato sul tetto di una baracca assieme agli amici, nel luglio di quell’anno assiste alla tragica disfatta del Maracanazo, mentre i paesani sono tutti riuniti davanti alla radio. La sconfitta mette in ginocchio un intero paese, che da sempre respira calcio, e il padre, fortemente amareggiato, decide di mandare Dico a lavorare con la mamma, allontanandolo dal suo sogno di giocare nella nazionale brasiliana. Proprio qui, mentre si trova a fare le pulizie con la mamma, incontra il giovane José Altafini, già promettente calciatore, con il quale si crea una forte rivalità a causa del carattere arrogante di quest'ultimo, che non perde occasione per prenderlo in giro. Per rifarsi e dimostrare al rivale quanto anche lui sia talentuoso, Dico si iscrive ad un torneo giovanile, supervisionato dall'osservatore Waldemar de Brito: sebbene il padre lo scopra, decide di assecondarlo andando a vederlo giocare. La squadra di Dico e degli amici arriva in finale con un gran gioco, nonostante siano senza scarpini, perdendo solo 6-5 contro la formazione di Altafini, che rischia una clamorosa rimonta, dopo essere stata in vantaggio per gran parte della gara. De Brito informa la famiglia di Dico dell'interesse per quel ragazzino talentuoso, ma durante una fuga da alcuni mercanti – ai quali avevano sottratto noccioline – uno dei piccoli amici di Dico, Thiago, muore sepolto sotto un mare di fango dopo essersi nascosto in una cavità sotterranea per sfuggire agli inseguitori. Da quel giorno, il giovane Pelé inizia a lavorare col padre come umile inserviente sanitario, pulendo i bagni, ma non abbandona la passione per il calcio, allenandosi con il padre nei momenti di pausa e imparando la ginga giocando con dei frutti. La madre, per garantirgli un futuro migliore, contatta De Brito, che lo porta immediatamente al Santos, dove passa il provino e viene inserito nella formazione giovanile. 
Al Santos il suo stile di gioco spettacolare ed estemporaneo è soffocato dagli schemi e dalle restrizioni tattiche dell'allenatore, che vuole un gioco più europeo. Ormai fortemente impregnato del suo stile ginga, Dico è vicino ad abbandonare il calcio, dato che non riesce ad esprimersi con il gioco europeo, ma, una volta motivato da De Brito, torna sul campo e dà spettacolo, contro ogni regola, praticando il suo calcio e segnando valanghe di gol. Al Santos viene così inserito in prima squadra, con un contratto. A Bauru sono tutti fieri di lui, e a coronamento di un periodo di grandi soddisfazioni, arriva per lui anche la convocazione in nazionale maggiore, dove ha modo di incontrare nuovamente Altafini. Qui trova altre grandi difficoltà, in vista del Mondiale di calcio 1958, a causa ancora del suo stile di gioco. Il commissario tecnico del Brasile Vicente Feola, infatti, come molti brasiliani considera la ginga la causa della sconfitta nei mondiali 1950 e 1954. Praticando proprio la ginga Pelè (ormai chiamato così da un nomignolo che gli affibbiò Altafini) si infortuna gravemente al ginocchio, mettendo seriamente a rischio la propria carriera. Inizia così un lungo calvario per tornare prima possibile in campo.
A causa della fisicità degli avversari, nel cammino mondiale il Brasile si ritrova molti infortunati, e presto Pelè deve fare il suo debutto, nella gara contro l'Unione Sovietica, dove riceve calci e spintoni, mettendo ancora più a rischio il suo ginocchio. Nella fase a eliminazione diretta la squadra si trova in bilico tra l'anima di gioco prettamente brasiliana e i rigidi schemi europei di Feola, che non vuole ripetere il Maracanazo del '50. Persino Altafini, di origini italiane e da sempre amante del calcio europeo, confida al giovane Pelè di sentirsi brasiliano fin da piccolo. Il loro rapporto, conflittuale fin dall'infanzia, si ricuce proprio alla vigilia delle semifinali del Mondiale. Pelè, nonostante il ginocchio, scende in campo al posto di Altafini segnando tre reti contro la Francia, mettendo in scena tutte le sue doti acrobatiche, nel classico stile verdeoro. Raggiunta la finale contro la Svezia padrona di casa, il commissario tecnico Feola si arrende e abbandona moduli e tattiche, lasciando andare i giocatori in campo a divertirsi, senza alcuna restrizione. E proprio nella finale, sotto 1-0 contro la spocchiosa Svezia di George Raynor, praticando perfettamente la ginga, Garrincha, Pelè e compagni vincono 5-2 e si aggiudicano il loro primo titolo mondiale, vendicando una volta per sempre le sconfitte precedenti, e facendo esplodere il Brasile intero in una festa senza fine.

## Inesattezze
- José Altafini non proviene da una famiglia ricca come descritto nel film, ma da un altrettanto famiglia umile simile a quella dello stesso Pelé. Inoltre non si è mai incontrato con quest'ultimo da bambino, in quanto il suo paese si trovava a 300 chilometri da Bauru.[1] Per sua stessa ammissione, Altafini dice di aver incontrato per la prima volta Pelé ai Mondiali del 1958, quando avevano rispettivamente 19 e 17 anni.[2]
- Nella semifinale contro la Francia viene erroneamente detto che nel secondo tempo Pelè portò in vantaggio il Brasile dopo che la partita era fissa sull'1-1 a causa del gol del pareggio di Just Fontaine. In realtà, il primo tempo si era già concluso per 2-1 in favore del Brasile grazie ad un goal di Didi e la tripletta di Pelè arrivò solo successivamente.
- Nella pellicola i gol segnati da Pelé contro la Francia non corrispondono alla realtà:
  - il primo goal di Pelè nel film è frutto di un'incredibile azione personale dove segna con una semirovesciata dopo aver superato con un doppio sombrero due difensori: in realtà il primo gol dei tre che vengono segnati da Pelé consiste in un appoggio a 2 metri dalla porta.
  - nel secondo gol mostrato dal film Pelé supera un difensore francese intervenuto in scivolata alzando la palla di prima dopo averla ricevuta da un compagno e tirando al volo: in realtà il secondo gol avviene dentro l'area di rigore in seguito ad un rimpallo nel quale il pallone capita dalle parti di Pelé, il quale rapidamente calcia di prima intenzione trovando il gol.
  - Il terzo gol è invece un chiaro rimando al drible da vaca compiuto contro l'Uruguay durante il Mondiale del 1970, quando l'attaccante sfiorò il gol dopo aver lasciato passare il pallone, senza toccarlo, verso un lato del portiere Ladislao Mazurkiewicz lanciandosi su quello opposto in modo da disorientare l'avversario.[3] In realtà il terzo gol contro la Francia consiste in un tiro al volo al limite dell'area di rigore, per alcuni versi simile al secondo gol mostrato nel film, seppur senza alcun dribbling nei confronti degli avversari.
- Durante la finale Brasile-Svezia, nel film l'azione del primo goal di Vavá è aperta da Pelè che subito dopo il calcio d'inizio parte in solitaria superando 5-6 difensori svedesi per poi passare di tacco la palla a Garrincha. In realtà non vi è alcun contributo di Pelé durante il primo gol, in quanto Garrincha riceve il pallone da Orlando e dopo aver saltato in dribbling un avversario serve Vavá dentro l'area di rigore. Inoltre sempre durante il primo gol Pelé non compie alcun velo come mostrato nel film, ma semplicemente non riesce ad avventarsi per primo sul pallone servito da Garrincha.
- Nel quarto gol del Brasile ai danni della Svezia, Pelé non fa alcun assist a Zagallo, il quale non tira al volo da fuori area ma segna in seguito ad un'accelerazione tirando da dentro l'area piccola.
- Nella pellicola Waldemar de Brito viene rappresentato come un uomo anziano quando aveva scoperto Pelé ma in realtà nella vita vera quando aveva scoperto Pelé Waldemar de Brito era un uomo giovane.

## Curiosità
- Nella scena in cui la Nazionale brasiliana inizia a giocare a pallone nel tipico stile ginga all'interno dell'albergo svedese che ospita il loro ritiro, Pelé con una pallonata sfortunata rovescia la zuccheriera di un ben vestito signore seduto ad un tavolino. Quando questi si gira dopo aver ricevuto le scuse del giovane Pelé si nota che il cliente dell'albergo altri non è che il "vero" Pelé.[4]
- Nell'adattamento italiano del film, si è deciso di far doppiare il cronista della finale del 1958 da un vero cronista sportivo, ovvero Bruno Pizzul.[5]
- In un cameo del pubblico appare anche Luca Toni.[4]

## Produzione
Nel maggio 2013 Pelé ha partecipato al Festival di Cannes per promuovere la produzione del suo film biografico, di cui è produttore esecutivo e in cui fa anche un cameo. La lavorazione è iniziata a Rio de Janeiro a ottobre 2013.

## Distribuzione
Inizialmente la distribuzione del film era prevista in concomitanza con il Campionato mondiale di calcio 2014, ma è stata ritardata a causa di una prolungata post-produzione e nuove scene da girare.
Il film è stato presentato in anteprima il 23 aprile 2016 al Tribeca Film Festival, nella sezione Special Screening. Viene poi distribuito nelle sale cinematografiche statunitensi il 6 maggio 2016, mentre in Italia è stato distribuito il 26 maggio dello stesso anno.